# آلان باشونج
آلان باشونج (بالفرنسية: Alain Bashung)‏ (1947 – 2009 م) هو ممثل، ومغن مؤلف فرنسي، ولد في الدائرة الرابعة عشرة في باريس، يستخدم آلات قيثارة، وهارمونيكا، بدأ مشواره المهني سنة 1966، توفي في الدائرة الرابعة عشرة في باريس، عن عمر ناهز 62 عاماً، بسبب سرطان الرئة.

## جوائز
حصل على جوائز منها:
- وسام جوقة الشرف من رتبة فارس في 2008

## وصلات خارجية
- آلان باشونج في قاعدة بيانات الأفلام على الإنترنت
- آلان باشونج  على موقع أول موفي